# (6759) 1980 KD
A (6759) 1980 KD egy kisbolygó a Naprendszerben. Henri Debehogne fedezte fel 1980. május 21-én.